# Frank Lentini
Francesco A. Lentini, detto Frank, noto come 'U maravigghiusu, Frank Tregambe e in inglese come The Three-Legged Man (L'uomo con tre gambe) o The Three-Legged Wonder (La meraviglia a tre gambe) (Rosolini, 18 maggio 1889 – Jackson, 21 settembre 1966), è stato uno showman e circense italiano naturalizzato statunitense.
Venne al mondo con tre gambe, un quarto piede atrofico crescente dietro il ginocchio della terza gamba, per un totale di sedici dita dei piedi e due organi genitali maschili funzionanti. Secondo i medici che si occuparono del caso, queste caratteristiche erano tutto ciò che rimaneva di un gemello siamese che sporgeva dal lato destro del suo corpo, a cui era unito nel tratto lombare come una grossa coda.
I medici del tempo stabilirono che, dato che il suo gemello era collegato alla sua spina dorsale, la rimozione avrebbe potuto provocare una paralisi.
Emigrato negli Stati Uniti d'America, ottenne immediatamente uno straordinario successo in tour con i più famosi circhi itineranti dell'epoca. Dotato di una grande agilità e del pieno controllo del suo arto in più, continuò a esibirsi per oltre 40 anni godendo di una vita straordinariamente lunga per le persone nelle sue condizioni.

## Biografia

### L'infanzia
Figlio di Natale e di Giovanna Falco, benestanti contadini di Rosolini, crebbe in una famiglia di 12 figli, con 7 sorelle e 5 fratelli, anche se nei registri comunali pare venga riportato come l'unico figlio della coppia. La spiegazione a posteriori più semplice è che, a dispetto di quanto raccontato in seguito dallo stesso Lentini, egli nacque figlio unico, ma la sua nascita fu vista come una maledizione dai suoi genitori. Questi, rifiutandosi di allevarlo, lo fecero crescere prima dalla nonna, Peppina Casto, e in seguito presso la numerosa famiglia di una zia, Giacoma, ma alla fine fu affidato a una casa per bambini orfani disabili. Lentini odiava profondamente il suo corpo, fino a quando non arrivò nella casa di cura, dove poté incontrare bambini sordi, ciechi, muti o mutilati che reputò, come avrebbe raccontato in una sua sorta di autobiografia del 1940, molto più sfortunati di lui, rivalutando la sua condizione. In questo istituto imparò a camminare, a saltare la corda, ad andare in bicicletta e, pare, anche a pattinare sul ghiaccio.
I suoi genitori, tuttavia, non lo abbandonarono e tentarono anche di farlo sottoporre, senza successo, a un intervento chirurgico per fargli amputare la terza gamba presso un luminare dell'epoca, un tale professore Ruggiero Busuttil, nell'isola di Malta. Anche questo medico reputò però troppo rischiosa se non fatale un'operazione sull'arto e le appendici in sovrannumero.

### L'emigrazione negli Stati Uniti d'America e la carriera comeshowman

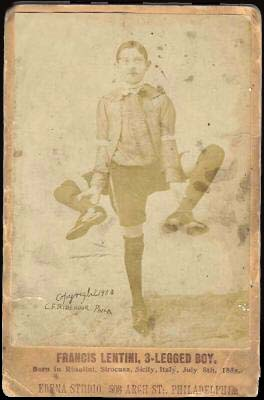
Frank Lentini attorno al 1900

Il 28 giugno 1898, all'età di nove anni, Lentini salpò con la sua famiglia dal porto di Liverpool con destinazione Boston, dove risulta registrato il loro arrivo l'8 luglio. Secondo i registri li accompagnava uno "zio", tale Giuseppe Magnano, che aveva già lavorato negli Stati Uniti come showman. L'intento era quindi probabilmente già dall'inizio quello di trasferirsi stabilmente e cercare di ottenere per Francesco una scrittura nel mondo dello spettacolo circense. Secondo alcune fonti, completò la sua educazione scolastica, arrivando a parlare ben quattro lingue, prima di incominciare a lavorare; secondo altre, invece, già nel 1899 entrò a far parte del Ringling Brothers circus act. Più tardi si unì al più celebre Barnum e Bailey Circus come Il Grande Lentini e si parla di una sua presenza nei Wild West shows di Buffalo Bill per un totale di 19 stagioni in tour. Lentini concluse quindi la sua carriera in uno spettacolo tutto suo che andò avanti fino al 1952.
Lentini entusiasmava il pubblico con un'insolita agilità, dimostrando un controllo straordinario sulla sua appendice supplementare. Durante la sua giovinezza usava la sua terza gamba per dare calci a un pallone sul palco. Da qui deriva un altro suo nome d'arte: Three-Legged Football Player ("Calciatore con tre gambe"). La terza gamba infatti, pur se non totalmente sviluppata e di diversi centimetri più corta delle altre, era funzionante e perfettamente controllabile dall'artista, diversamente da quanto generalmente avviene per gli arti atrofici di altri gemelli siamesi. Anche le gambe primarie erano di due diverse lunghezze.
Pur attraendo folle di spettatori grazie alla sua bizzarria fisica, Lentini affascinava grazie al suo spirito acuto e al suo spiccato senso dell'umorismo. Col passare degli anni, le prestazioni artistiche di Lentini si sarebbero quindi concentrate più sul fascino del suo personaggio che sulla curiosità relativa alla gamba supplementare.
Nel 1907 sposò Theresa S. Murray, un'attrice di tre anni più giovane di lui, da cui ebbe quattro figli perfettamente sani: Josephine, Natale, Frank e James. Ottenne in seguito la cittadinanza statunitense all'età di 30 anni.
Lentini abitò con la sua famiglia molti anni a Wethersfield, nel Connecticut. Dopo l'addio alle scene nel 1952, si trasferì in Florida, ma non smise mai veramente di esibirsi. Era infatti in tour con il Walter Wanous Side Show, quando si ammalò e fu ricoverato in ospedale a Jackson, nel Tennessee o a Jacksonville in Florida, secondo altre fonti sicuramente errate. Qui morì per insufficienza respiratoria, il 21 settembre 1966, all'età di 77 anni. Anche se la scienza medica riporta un gran numero di individui nati e vissuti con tre o anche quattro gambe, Lentini è l'unico noto per aver vissuto fino a un'età così avanzata.

### Il suo rapporto con la non conformità fisica
Frank Lentini esibiva la sua non conformità, che era certamente la sua fortuna, senza alcuna vergogna e anzi con grande trasporto e scherzandoci sopra. Contornato da fenomeni da baraccone di ogni sorta, tra uomini elefante, "uomini scimmia", donne barbute, albini, nani e un gigante che arrivava a 2,72 m (lavorò infatti probabilmente anche con Robert Wadlow), spiccava per la sua personalità gentile e colta, signorile e autoironica. Amava condurre le sue interviste appoggiato sul suo arto in più, vantandosi di essere l'unico uomo al mondo a non aver bisogno di una sedia in quanto si portava sempre dietro uno sgabello. Si vantava di saper nuotare perfettamente utilizzando la sua appendice come un timone. Rispondeva a domande su ogni campo della sua vita privata spaziando dai suoi hobby più innocenti fino ai particolari sulla sua vita sessuale. Da adulto, Lentini pesava poco meno di 80 kg, e fu stimato che le sue appendici in più contribuissero per circa 12-14 kg. Quindi amava dire che era costretto a mangiare circa il 15% in più rispetto alla media di un uomo normale, al fine di alimentare la sua gamba supplementare. La gente gli chiedeva spesso se era difficile per lui trovare scarpe in un set di tre. Tra il serio e il faceto, rivelava che risolveva comprandone sempre due paia, regalando la calzatura in più a un amico che aveva perso la gamba destra.

## Nella cultura di massa
Una foto di Lentini fu utilizzata dagli Alice in Chains come retrocopertina del loro omonimo album del 1995.
Tra il 21 e il 22 settembre 2016, in occasione del cinquantesimo anniversario dalla sua morte, si è celebrato il primo Memorial Day Frank Lentini, durante il quale sono stati accolti a Rosolini i suoi discendenti, nipoti e pronipoti, per ricordare il tripode più famoso d'America e incontrarsi con il ramo della famiglia rimasto in Italia. Contemporaneamente, il sindaco di Middletown (Connecticut) ha riconosciuto a Lentini la cittadinanza onoraria.